# Walter Mixa
Walter Mixa (Königshütte, 25 aprile 1941) è un vescovo cattolico tedesco dall'8 maggio 2010 vescovo emerito di Augusta e ordinario militare emerito per la Germania.

## Biografia
Monsignor Walter Mixa è nato a Königshütte, oggi nota come Chorzów, il 25 aprile 1941 in una famiglia di cultura tedesca. Dopo l'espulsione dall'Alta Slesia avvenuta nel 1945, la famiglia Mixa si è stabilita a Heidenheim an der Brenz.

### Formazione e ministero sacerdotale
Ha studiato al liceo scientifico di Heidenheim an der Brenz e poi nella scuola del monastero di Fockenfeld. Nel 1964 ha conseguito il diploma. Dal 1964 al 1970 ha studiato filosofia presso l'Università di Dillingen an der Donau e presso l'Università di Friburgo.
Il 20 luglio 1969 è stato ordinato diacono. Il 27 giugno 1970 è stato ordinato presbitero nella chiesa di Dillingen an der Donau dal vescovo di Augusta Josef Stimpfleper. In seguito è diventato assistente del professor Hermann Lais e docente di teologia dogmatica alla Facoltà teologica cattolica dell'Università di Augusta. Ha conseguito il dottorato con una tesi intitolata "L'evoluzione della persona attraverso la fede, la speranza e l'amore dopo Martin Deutinger". Contemporaneamente è stato vicario parrocchiale a Weilach, vicino a Schrobenhausen, e insegnante di religione in diverse scuole.
Nel 1975 è stato nominato parroco di Schrobenhausen e decano regionale per i decanati di Schrobenhausen, Neuburg sul Danubio e Oberpfaffenhofen. Dal 1983 è stato anche a capo della formazione dei sacerdoti della diocesi di Augusta e membro della commissione per il secondo esame di servizio dei sacerdoti. È stato anche membro del consiglio pastorale diocesano dal 1977 al 1993 e del consiglio presbiterale dal 1984 al 1993. Nel 1982 è stato nominato consigliere spirituale del vescovo e nel 1984 cappellano di Sua Santità. Per un breve periodo è stato anche decano di Schrobenhausen. Monsignor Mixa è membro onorario del Rotary Club di Schrobenhausen-Aichach.

### Ministero episcopale
Il 24 febbraio 1996 papa Giovanni Paolo II lo ha nominato vescovo di Eichstätt. Ha ricevuto l'ordinazione episcopale il 23 marzo successivo dall'arcivescovo metropolita di Bamberga Karl Heinrich Braun, coconsacranti l'arcivescovo Giovanni Lajolo, nunzio apostolico nella Repubblica Federale Tedesca, e il vescovo di Augusta Viktor Josef Dammertz.
In seno alla Conferenza episcopale tedesca è stato membro della III commissione per la pastorale, membro della sottocommissione per le questioni femminili, vicepresidente della V commissione per le questioni liturgiche e membro della XI commissione per il matrimonio e la famiglia.
Come vescovo di Eichstätt era ex officio gran cancelliere dell'Università Cattolica di Eichstätt-Ingolstadt e presidente del consiglio della fondazione dello stesso ateneo. Nel 1997 è stato ammesso nell'Accademia europea delle scienze e delle arti. Nello stesso anno è entrato anche nell'Ordine equestre del Santo Sepolcro di Gerusalemme ed è diventato priore della provincia bavarese. Monsignor Mixa è membro onorario delle associazioni studentesche cattoliche WKSt.V. Unitas Frankonia Eichstätt e KAV Capitolina Rome. Nel 1998 ha istituito il Collegium Orientale come istituzione speciale della diocesi di Eichstätt per conoscere meglio i riti orientali nella Chiesa cattolica e aumentare il numero di studenti all'Università di Eichstätt-Ingolstadt.
Il 31 agosto 2000 papa Giovanni Paolo II lo ha nominato anche ordinario militare per la Germania. In occasione della Giornata mondiale della gioventù 2005 ha organizzato una settimana di lavoro della cappellania militare con più di duecento soldati della Bundeswehr con ospiti delle forze armate di Argentina, Austria, Croazia, Ecuador, Francia, Gran Bretagna, Irlanda, Lituania, Paesi Bassi, Polonia, Svizzera, Slovacchia, Spagna, Stati Uniti d'America e Ungheria. In una funzione religiosa presso la basilica di San Giovanni a Berlino per il cinquantesimo anniversario della cappellania cattolica ha affermato che "La chiesa è il cappellano tra i soldati".
Il 16 luglio 2005 papa Benedetto XVI lo ha nominato vescovo di Augusta. Ha preso possesso della diocesi il 1º ottobre successivo.

#### Accuse di maltrattamenti
A partire dalla fine di marzo del 2010 monsignor Mixa è stato più volte accusato di maltrattamenti su bambini. La Süddeutsche Zeitung ha riportato alcune dichiarazioni giurate secondo le quali monsignor Mixa aveva picchiato dei minori negli anni '70 e '80 quando era parroco di Schrobenhausen. Il governo dell'Alta Baviera ha quindi avviato un esame delle accuse. La diocesi di Augusta e lo stesso monsignor Mixa hanno respinto le accuse. Ha ricevuto il sostegno della diocesi e di diversi preti.
Sebastian Knott, procuratore speciale della fondazione dell'orfanotrofio di Schrobenhausen, il 16 aprile 2010 ha rivolto al prelato le stesse accuse. Lo stesso giorno monsignor Mixa ha dichiarato di "non escludere di aver schiaffeggiato alcuni ragazzi 20 o 30 anni prima". Tuttavia, ha continuato a respingere le accuse di aver sculacciato qualcuno. La Conferenza episcopale tedesca inizialmente ha difeso monsignor Mixa. Tuttavia, di lì a poco, gli ha consigliato di prendersi una pausa dal suo ufficio e di annunciarlo pubblicamente. Anche i politici di vari partiti hanno chiesto le sue dimissioni. Monsignor Mixa ha ammesso i suoi errori e di non essere stato in grado di escludere le punizioni corporali. A sua parziale discolpa molti hanno ricordato che le punizioni fisiche verso i giovani, specialmente con bambini difficili da istruire, erano usuali fino agli anni '80.
Il 14 maggio 2010 Sebastian Knott ha presentato il rapporto finale delle sue indagini durante una conferenza stampa. Il 15 e il 16 maggio Süddeutsche Zeitung ha scritto: "Il procuratore speciale Knott, che ha indagato per conto della fondazione sulle accuse rivolte da ex bambini vissuti lì negli anni '70 era venuto a conclusioni completamente diverse da monsignor Walter Mixa. Due suore e monsignor Mixa, allora parroco di Schrobenhausen, avevano ripetutamente usato violenza fisica contro i bambini della casa fino al 1980. L'elenco delle accuse era considerevole: pugni con il dito medio sporgente, schiaffi, colpi con il portachiavi, colpi con il battipanni, bastonate sulle natiche e frustate con la cintura dei pantaloni.

#### Accuse di malversazione
Dopo alcune indagini il giornale Augsburger Allgemeine, la Donaukurier e la rivista politica Panorama hanno accusato monsignor Mixa di aver abusato delle finanze della "Fondazione orfanotrofio cattolico" di Schrobenhausen negli anni '90. Monsignor Mixa avrebbe infatti usato i fondi per acquistare opere d'arte - tra cui una presunta incisione di Giovanni Battista Piranesi – für die Pfarrei eingesetzt haben. - usate in parrocchia. Inoltre avrebbe comprato vino, regali per i sacerdoti novelli, tappeti per la chiesa, un anello vescovile d'oro. Gli "incarichi finanziariamente poco chiari" tra la Fondazione dell'orfanotrofio e la parrocchia sono stati tuttavia corretti, secondo la diocesi di Augusta, fino al 2000. Già nel 1996, alcuni oggetti erano stati rilevati e pagati da monsignor Mixa quando si è trasferito a Eichstätt. Il procuratore speciale nominato dalla fondazione dell'orfanotrofio, l'avvocato Sebastian Knott, ha però affermato che il rimborso era incompleto in quanto mancavano tra i 10 000 e i 15 000 marchi.

#### Transazioni in valuta estera
Già il 29 dicembre 2001 monsignor Mixa era stato coinvolto in una vicenda poco chiara. Durante un viaggio all'estero come ordinario militare, la dogana macedone ha scoperto all'Aeroporto Internazionale di Skopje nel suo bagaglio una somma di circa 400 000 marchi. Secondo monsignor Mixa, i soldi provenivano dal fratello di ufficiale macedone che gli aveva chiesto di depositarlo in Germania su una banca della Chiesa. Monsignor Mixa ha affermato di aver dichiarato il denaro che portava nel bagaglio a mano solo su richiesta dei funzionari doganali. Il reato di cambio è stato risolto con mezzi diplomatici.

#### Dimissioni
Dopo diverse settimane di continui attacchi da parte dei media il 21 aprile 2010 monsignor Mixa ha presentato le sue dimissioni a papa Benedetto XVI "al fine di scongiurare ulteriori danni alla Chiesa e per consentirle un nuovo inizio". Il suo consigliere Dirk Hermann Voss, criticato per la sua intervista a Panorama dell'aprile del 2010, è stato licenziato dall'incarico di consulente multimediale di monsignor Mixa. Tre giorni dopo aver presentato le dimissioni, monsignor Mixa ha inviato una seconda lettera al papa in cui le revocava. L'8 maggio, il giorno dopo l'annuncio delle indagini preliminari del pubblico ministero di Ingolstadt su abusi sessuali contro monsignor Mixa, papa Benedetto XVI le ha accettate. In seguito l'indagine è stata archiviata per mancanza di prove. Il comunicato delle dimissioni faceva riferimento a un paragrafo del Codice di diritto canonico che prevede il ritiro di un vescovo a causa di malattia o di "altri motivi gravi". Il collegio dei consultori della diocesi di Augusta ha quindi eletto amministratore diocesano il vescovo ausiliare Josef Grünwald. La celebrazione per il 40º anniversario di sacerdozio di monsignor Mixa che si sarebbe dovuta tenere il 18 luglio 2010 nella cattedrale di Augusta è stata annullata per ordine del cardinale Giovanni Battista Re, prefetto della Congregazione per i vescovi. La richiesta presentata da monsignor Mixa, di celebrare il suo anniversario di sacerdozio nel santuario di Opfenbach è stata respinta.
L'8 luglio 2010 il papa ha nominato monsignor Konrad Zdarsa nuovo vescovo della diocesi di Augusta.
Monsignor Walter Mixa oggi vive nel distretto Gunzenheim di Kaisheim.

#### Polemiche dopo le dimissioni
Il 20 maggio 2010 alcuni sacerdoti e laici della diocesi di Augusta hanno pubblicato su Internet un documento su monsignor Mixa, la cosiddetta "Dichiarazione di Pentecoste". Esso, il 30 giugno successivo, risultava firmato da 4132 persone, circa 800 persone avevano firmato già il primo giorno. Esso era composto da venti paragrafi, tre dei quali dedicati specificamente a monsignor Mixa: "Guardando indietro, chiediamo come sia potuto accadere che il dott. Walter Mixa sia diventato, nonostante gli avvertimenti di molti vescovi, responsabile della diocesi di Augusta e in precedenza vescovo di Eichstätt. Chiediamo anche quali fattori sistemici abbiano contribuito alla sua capacità di assumere incarichi in un modo che ora lascia molte ferite e una profonda spaccatura nella diocesi. Le decisioni prese nel mandato del vescovo Mixa devono essere messe in discussione e corrette se necessario".
Gerhard Decker, l'avvocato di monsignor Mixa, ha criticato aspramente diocesi di Augusta, perché aveva ingiustificatamente trasmesso alla Santa Sede e reso pubbliche le accuse di abusi sessuali rivolte a monsignor Mixa. Inoltre, lo stesso vescovo si è rivolto per lettera direttamente alla diocesi di Augusta. La lettera, in cui evidentemente affermava la sua innocenza è stata letta in seno alla conferenza dei decani e, come si diceva, è stata accolta con grande moderazione. Il 12 giugno 2010 monsignor Mixa è tornato nei suoi uffici ad Augusta. La diocesi gli ha però imposto un termine per lasciare definitivamente la sua residenza.
A metà giugno del 2010 monsignor Mixa ha annunciato che nel mese successivo sarebbe stato ricevuto in udienza da papa Benedetto XVI per un colloquio personale. L'arcivescovo di Monaco e Frisinga Reinhard Marx ha criticato in pubblico monsignor Mixa per il comportamento tenuto dopo le sue dimissioni.
Il 23 giugno 2010 monsignor Mixa ha lasciato definitivamente la diocesi e ha ritirato l'accusa di essere stato costretto a dimettersi da intrighi ecclesiastici. Da allora non ha più messo in discussione le sue dimissioni. Lo stesso giorno, la diocesi di Augusta ha pubblicato una sua lettera in cui chiedeva perdono alle vittime delle sue azioni.
Il 21 marzo 2012 papa Benedetto XVI lo ha nominato membro del Pontificio consiglio della pastorale per gli operatori sanitari, un dicastero soppresso il 1º gennaio del 2017.

## Opinioni

### Bundeswehr
Monsignor Mixa ha ripetutamente criticato la missione nella Repubblica Democratica del Congo della Bundeswehr "perché lo scopo politico e l'interesse specifico della missione non sono evidenti". Ha proposto di realizzare un memoriale per soldati tedeschi uccisi in combattimento. Questo "luogo di memoria pubblica e privata" dovrebbe aiutare le persone e la società a gestire le esperienze di perdita.

### Shoah e Israele
Il 25 febbraio 2009, poco dopo che il vescovo della Fraternità sacerdotale San Pio X Richard Williamson aveva esposto le sue tesi negazioniste, monsignor Mixa ha definito il genocidio degli ebrei in Europa durante la seconda guerra mondiale "un crimine terribile contro sei milioni di altri esseri umani" e ha contrapposto i "nove milioni di aborti degli anni precedenti il 1976 solo in Germania". Di conseguenza, ci sono state critiche, soprattutto da parte di alcune organizzazioni ebraiche tedesche.
Nel marzo del 2007, in occasione della visita del Consiglio permanente delle Conferenza episcopale tedesca in Israele ha parlato di una "situazione simile a un ghetto" nei territori palestinesi occupati da Israele che secondo lui è "quasi razzista". Questo paragone ha scatenato indignazione in Germania e in Israele.

### Politica familiare
Nel febbraio del 2007 monsignor Mixa ha criticato i piani dell'allora ministro della famiglia Ursula von der Leyen e ha scatenato una polemica. Egli ha definito uno "scandalo socio-politico" la pianificazione da parte del Ministero per gli affari familiari di tagliare altre prestazioni familiari per finanziare nuove strutture per l'infanzia. "La politica della famiglia della signora von der Leyen non serve in primo luogo l'interesse superiore del bambino o il rafforzamento della famiglia, ma si rivolge principalmente a giovani donne da reclutare nella manodopera di riserva per l'industria", ha detto in pubblico durante il consiglio di amministrazione della Federazione delle Famiglie dei cattoliche della sua diocesi. Ha anche dichiarato che secondo lui i modelli di pensiero del Ministero degli affari familiari "ricordavano in modo oppressivo l'ideologia statalista nella cura esterna dei bambini nella defunta Repubblica Democratica Tedesca". Secondo lui inoltre chiunque usi i finanziamenti statali per attirare le madri a dare ai loro figli all'assistenza statale poco dopo la nascita "abbassa la donna a una macchina delle nascite".
Nell'ottobre del 2008, ha definito la proposta di aumento dei sussidi per i figli di dieci euro al mese come un "insultare e ignorare grossolanamente le prestazioni delle famiglie per la nostra società", considerando la cifra inadeguata.

### Ateismo
Nella sua omelia per la Pasqua del 2009 monsignor Mixa si è rivoltato contro le tendenze atee all'interno della società e ha definito "inferno sulla terra" una società senza Dio. Questa tesi era secondo lui confermata dall'ateismo di molti regimi totalitari, come il nazismo e il comunismo, che con i loro campi di prigionia, le loro polizie segrete e i loro omicidi di massa hanno dimostrato la disumanità dell'ateismo. Secondo lui, allo stesso modo, al giorno d'oggi, gli esseri umani sarebbero sfruttati economicamente e moralmente da comportamenti senza Dio".

### Abusi sessuali
In connessione con i numerosi casi di abusi nelle istituzioni cattoliche che sono diventati noti nel 2010, nel febbraio di quell'anno monsignor Mixa ha affermato che la "rivoluzione sessuale degli anni '60 e '70 nel corso della quale alcuni hanno proposto anche la legalizzazione dei contatti sessuali tra adulti e minori, non è certamente innocente".

## Opere
- Das Werden der Person durch Glaube, Hoffnung und Liebe nach Martin Deutinger. Wingen Verlag, Essen 1981, ISBN 3-87497-154-6.
- Willibald von Eichstätt: Anthropologie eines Heiligen. Brönner & Daentler, 2003, ISBN 3-920142-15-2, con Olav Röhrer-Ertl.
- Mit Christus ins dritte Jahrtausend. Don Bosco Verlag, 1998, ISBN 3-7698-1122-4.
- Hallo Bischof, ich schreib dir was. Don Bosco Verlag, 2000, ISBN 3-7698-1244-1.
- Eucharistie, Sakrament des neuen Lebens. EOS-Verlag, St. Ottilien 2001, ISBN 3-8306-7067-2.
- Der Wald: ein Waldbuch als Benefizaktion des Lions-Club Roth-Hilpoltstein für die Kriegskindernothilfe Roth-Eichstätt. Millizer Verlag, Hilpoltstein 2002, ISBN 3-924160-07-4.
- Friede und Versöhnung im Zeichen des Kreuzes. Con prefazione del cardinale Joseph Ratzinger, Don Bosco Verlag, 2004, ISBN 3-7698-1501-7.
- Priester für die Welt. Sankt Ulrich Verlag, Augsburg 2005, ISBN 3-929246-43-0, con Norbert Matern.
- Selbstverständlich katholisch! Sankt Ulrich Verlag, Augsburg 2005, ISBN 3-936484-50-3, con Reinhold Michels.
- Gott begegnen. Reise durch das Kirchenjahr. MM-Verlag, Aachen 2011, ISBN 978-3-942698-06-1.

## Genealogia episcopale
La genealogia episcopale è:
- Cardinale Scipione Rebiba
- Cardinale Giulio Antonio Santorio
- Cardinale Girolamo Bernerio, O.P.
- Arcivescovo Galeazzo Sanvitale
- Cardinale Ludovico Ludovisi
- Cardinale Luigi Caetani
- Cardinale Ulderico Carpegna
- Cardinale Paluzzo Paluzzi Altieri degli Albertoni
- Papa Benedetto XIII
- Papa Benedetto XIV
- Papa Clemente XIII
- Cardinale Bernardino Giraud
- Cardinale Alessandro Mattei
- Cardinale Pietro Francesco Galleffi
- Cardinale Giacomo Filippo Fransoni
- Cardinale Antonio Saverio De Luca
- Arcivescovo Gregor Leonhard Andreas von Scherr, O.S.B.
- Arcivescovo Friedrich Josef von Schreiber
- Arcivescovo Franz Joseph von Stein
- Arcivescovo Joseph von Schork
- Vescovo Ferdinand von Schlör
- Arcivescovo Johann Jakob von Hauck
- Arcivescovo Joseph Otto Kolb
- Arcivescovo Joseph Schröffer
- Vescovo Alois Brems
- Arcivescovo Karl Heinrich Braun
- Vescovo Walter Mixa

## Araldica
| Stemma | Titolare                               | Descrizione |
|        | Walter Mixa Vescovo emerito di Augusta | Lo stemma è diviso in quattro quarti. Nel primo e nel quarto vi è lo stemma della diocesi di Augusta. Nel secondo quarto vi sono il monogramma di Cristo e una conchiglia d'argento. Essi simboleggiano il battesimo che ci porta nella morte e risurrezione di Gesù. Nel terzo quarto vi è una croce di Sant'Ulrico, patrono della diocesi di Augusta. Dietro lo scudo è vi è la croce astile e sopra il galero verde con sei nappe verdi. Sotto è presente il cartiglio con il motto episcopale. |